# Larrosa
Larrosa est un village abandonné de la province de Huesca, faisant partie de la commune de Jaca ; il se situe à 1 070 mètres d'altitude. Il a compté jusqu'à dix-huit maisons habitées pour 137 habitants en 1900, mais et inhabité depuis les années 1960. Il a connu un exode rural important au cours de la première moitié du XXe siècle et les derniers habitants ont été expropriés dans le cadre de la construction du barrage de Yesa. L'église du village, dédiée à saint Barthélémy, est de style roman.